# Vaccinium corymbosum
Vaccinium corymbosum, Việt quất bụi cao hay Việt quất bụi cao phương Bắc (tên khoa học: Vaccinium corymbosum) là một loài thực vật của Việt quất xanh thuộc chi Việt quất, có nguồn gốc từ Bắc Mỹ, đại thể từ khu vực Nova Scotia và Ontario xuống phía Nam tới Alabama và sang phía Tây tới Wisconsin.

## Đặc điểm
Vaccinium corymbosum là một cây bụi rụng lá cao đến 4 mét, thường mọc trong các bụi cây rậm rạp. Lá cây màu xanh lục đậm, bóng nhoáng, hình ê-líp và dài chừng 5 phân; đến mùa thu thì lá chuyển sang màu đỏ sáng. Hoa có màu trắng, hình chuông, dai ly. Quả tròn như hòn bi, vỏ bóng loáng màu xanh nước biển, mọng nước, ngọt; được các loài chim, gấu và thú nhỏ ưa thích. Loại cây này mọc tốt nhất trong các khu vực có nhiều cây hoặc các khu vực trống trải có đất chua.

## Phân bổ
Việt quất xanh chủ yếu được trồng trong các vườn cây ăn trái ở Bắc Mỹ. Ngoài ra nó còn được trồng ở British Columbia và Tiểu bang Washington, Anh quốc và Úc. Các giống Việt quất xanh được ưa chuộng nhất được trồng ở Canada và Bắc Mỹ, thu hoạch từ tháng 5 đến cuối tháng 10. Giống việt quất xanh Tân Tây Lan bán ở chợ vào mùa đông thì có quả to nhất.
Việt quất xanh bụi cao phương Nam là một loài thực vật lai tạo giữa Việt quất xanh và Việt quất Vaccinium darrowii, được trồng ở khu vực phía Nam của Bắc Mỹ.

## Hình ảnh

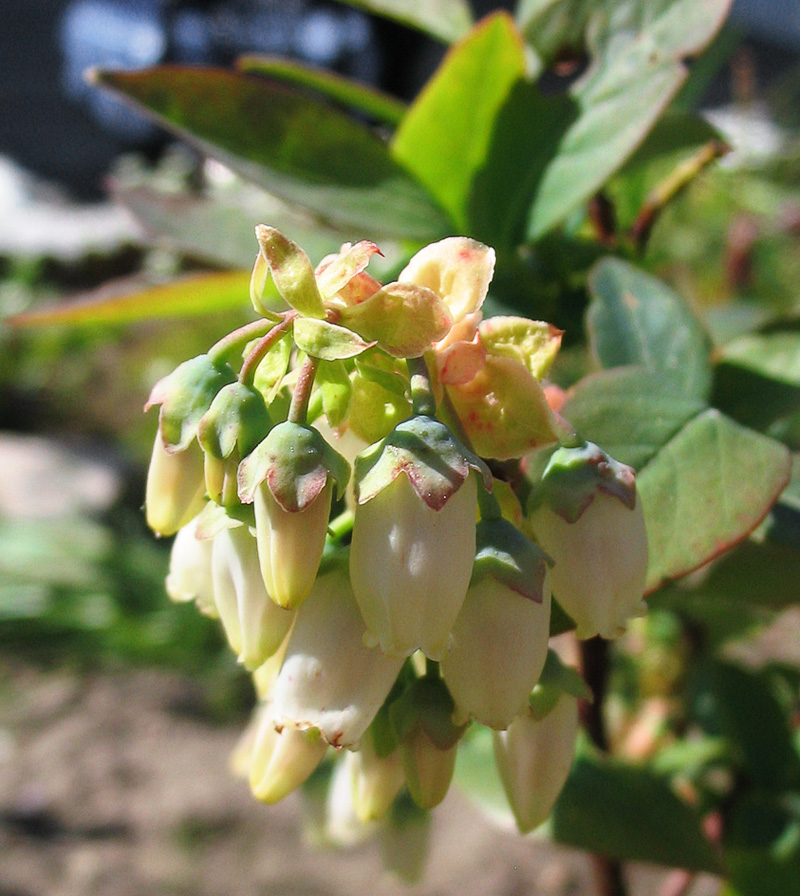
Hoa
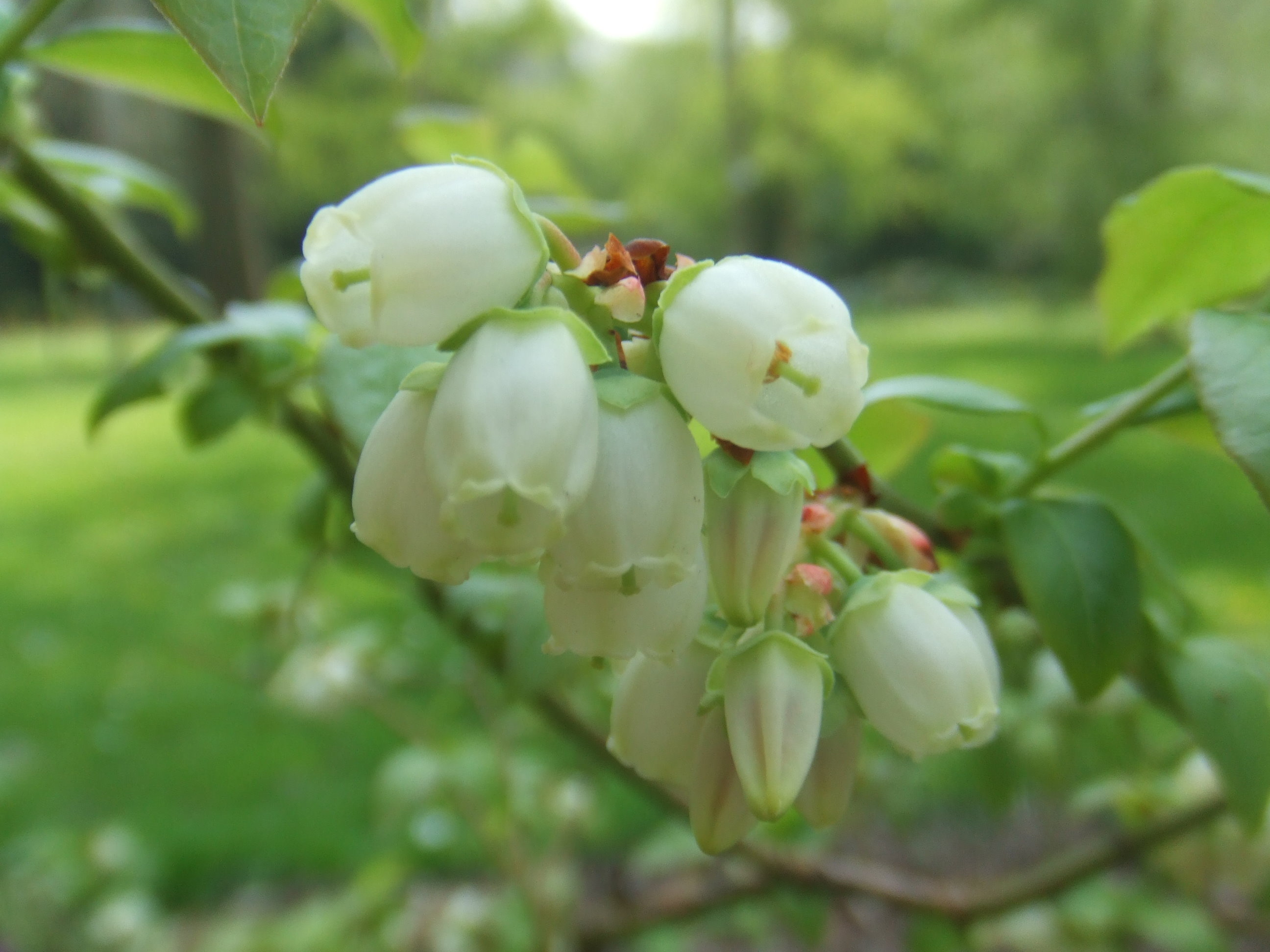
Quả chín và chưa chín
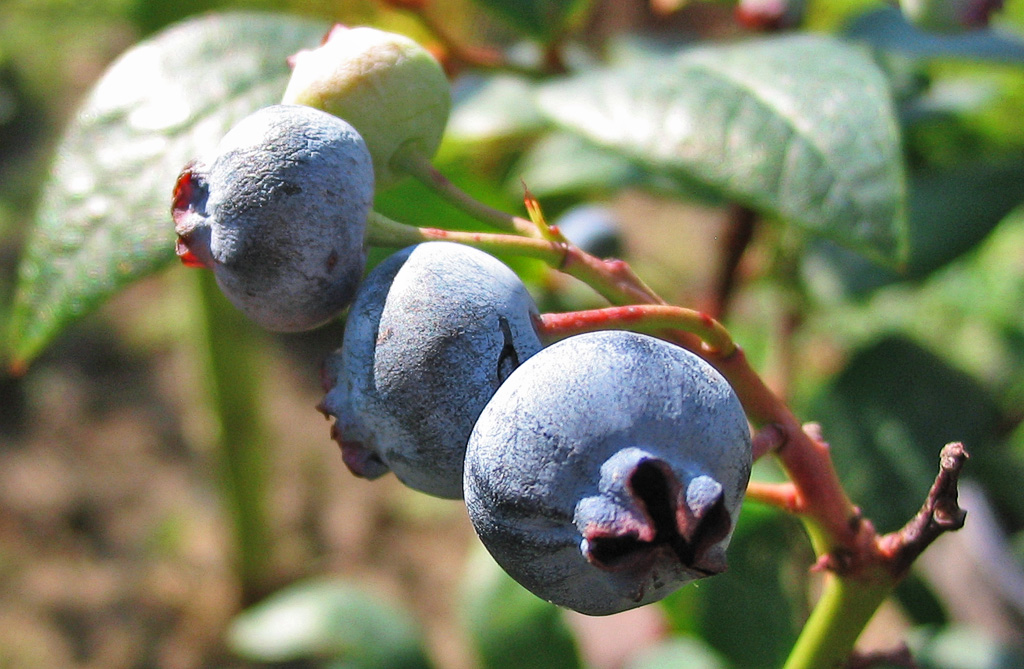
Quả nhìn cận cảnh
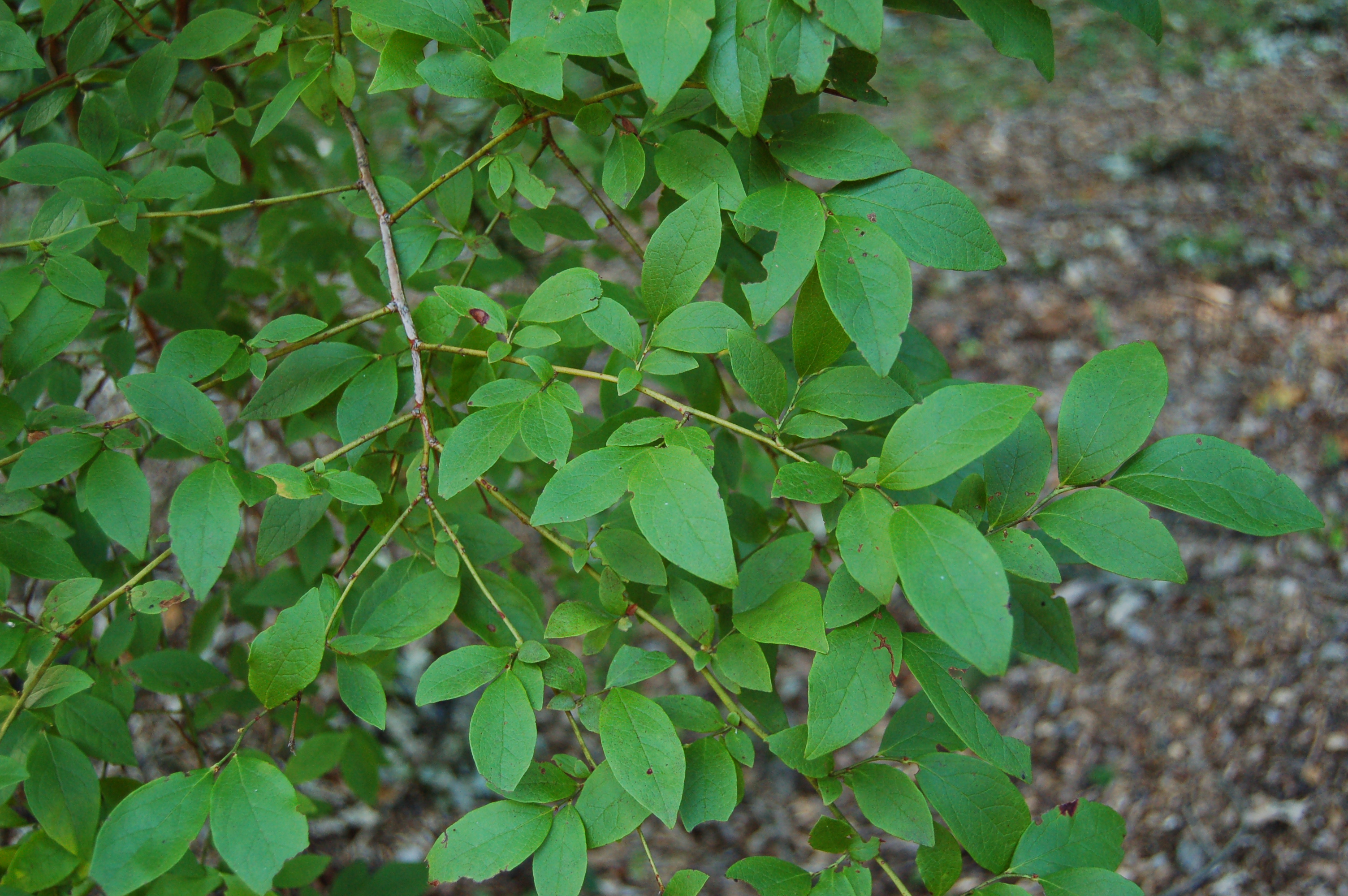
Lá
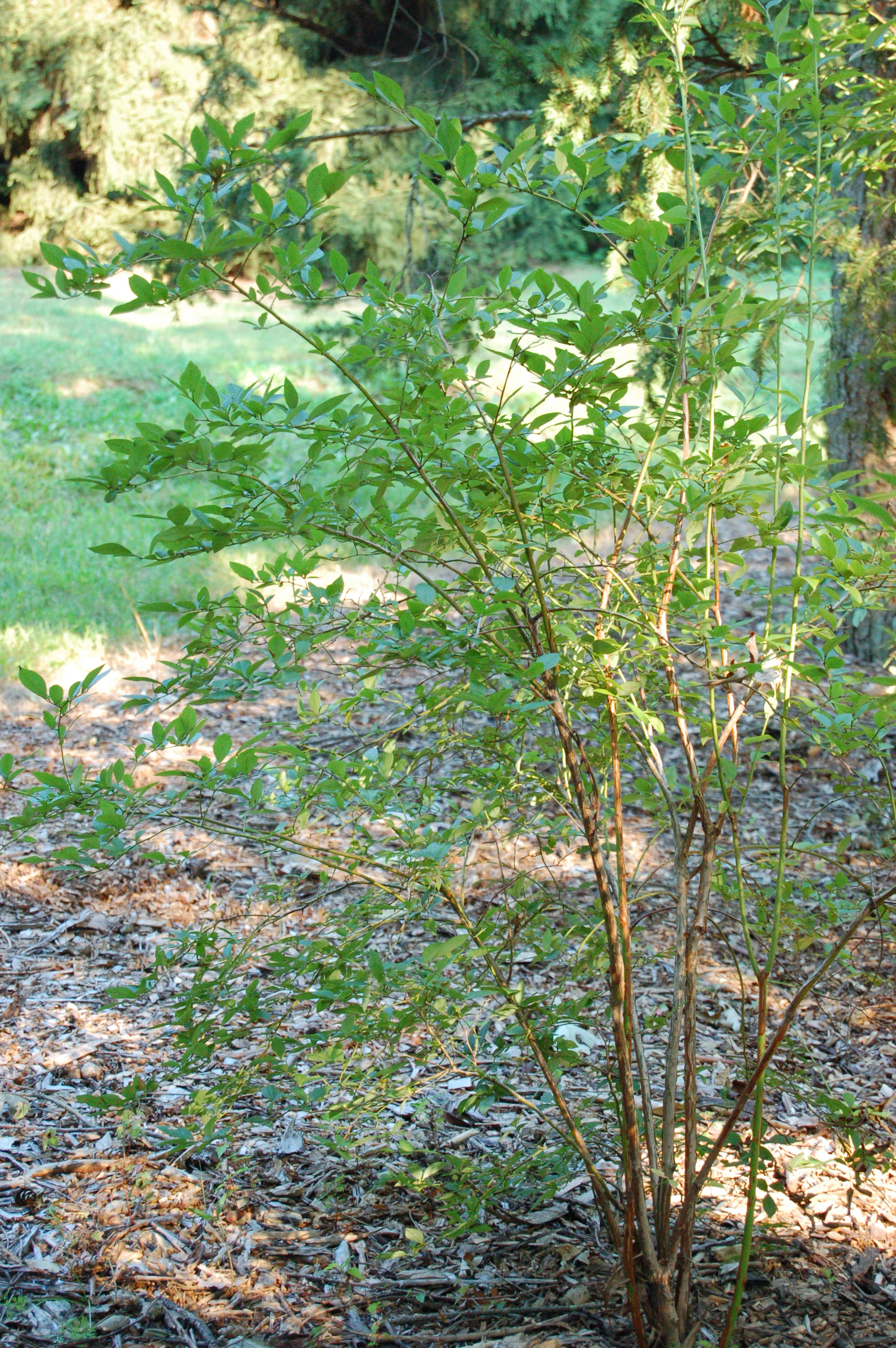
Cây trưởng thành
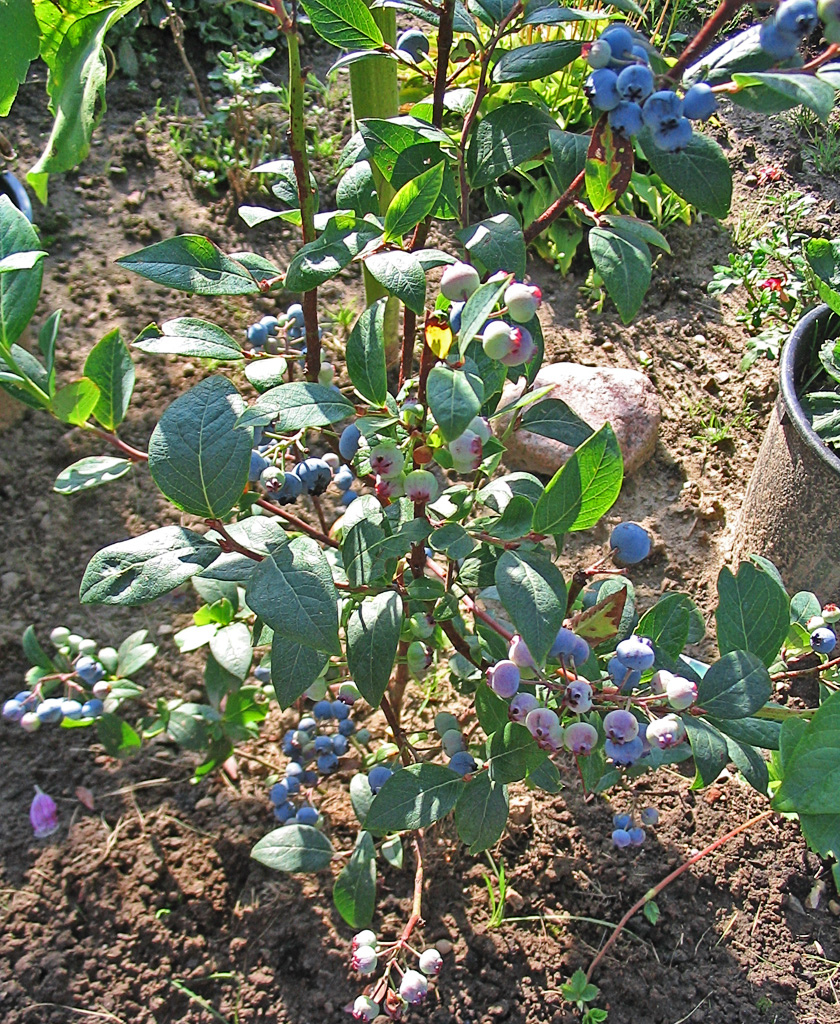
Cây nhỏ với quả